# Фенопроп
Фенопроп — гербицид из группы хлоркарбоновых кислот, а именно феноксипропионовых. Существует в виде двух изомеров (энантиомеров), (R)-формы и (S)-формы. Представляет собой рацемическует смесь (R)-формы и (S)-форме в соотношении 1:1. На территории бывшего СССР известен под названием 2,4,5-ТП.

## Получение
Фенопроп можно синтезировать в результате реакции 2,4,5-трихлорфенола с натриевой солью 2-хлорпропановой кислоты.
Также возможно его получение из пропионовой кислоты и фенола соответственно с хлора в 2-хлорпропионовой кислоты и 2,4-дихлор-фенола реагируют, какое Fenoprop быть реализованы.

## Характеристики
Представляет собой бесцветное твёрдое вещество. Разлагается при нагревании.

## Использование
Фенопроп и его производные используются в качестве гербицида и регулятора роста деревьев. С 1985 года его использование года запрещен в США. В ФРГ препарат использовался между 1971 и 1974 годами. Эффект в качестве регулятора роста растений солей соединения был впервые опубликован в 1945, а в 1953-году Dow Chemical выпустила на рынок сложный эфир фенонтропа.

## Легальный статус
Фенопроп запрещён к использованию странах ЕС и в Швейцарии.

## Производные соединения
В скобках соответствующий веществу номер CAS.
- Фенопроп-бутометил (2317-24-0)
- Фенопроп-бутотиол (19398-13-1)
- Фенопроп-3-бутоксипропил (25537-26-2)
- Фенопроп-бутил (13557-98-7)
- Фенопроп-изооктил (32534-95-5)
- Фенопроп-метил (4841-20-7)
- Фенопроп калия (2818-16-8)